# Comuna Bornholm
Bornholm (Bornholms Regionskommune) este o comună din regiunea Hovedstaden, Danemarca, cu o suprafață totală de 589,38 km² și o populație de 40.096 de locuitori (2014).